# Кадастр

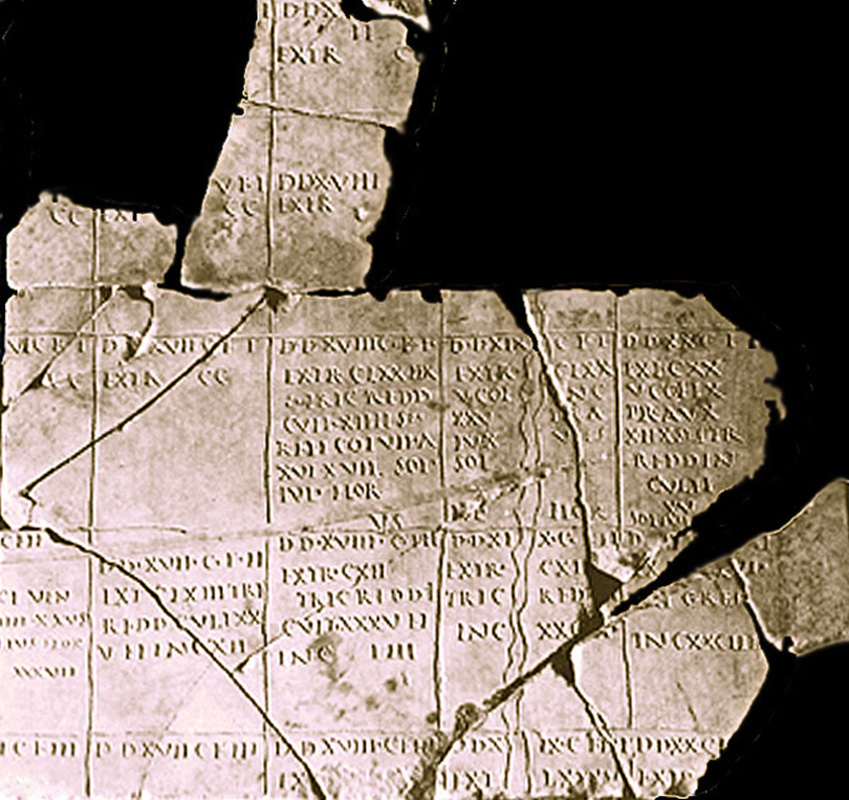
Кадастр

Када́стр (фр. Cadastre) — упорядкована геоінформаційна система про правове, природне, господарське, економічне та просторове положення об'єктів, що підлягають обліку в системі відповідного рівня управління. Кадастри є різновидом інформаційних систем, які повинні використовуватися в процесі здійснення державного управління. Кадастровому обліку може підлягати інформація про стан різних об'єктів. Серед них можна назвати: кадастри природних ресурсів (земельний, водний, лісовий, рослинний, тваринний та інші), містобудівний кадастр, кадастр нерухомості, екологічні кадастри (кадастри відходів, кадастри небезпечних відходів, кадастр лавин, кадастр антропогенних викидів та абсорбції парникових газів та інші).

## Кадастрове зонування
До Державного земельного кадастру вносяться такі відомості про кадастрове зонування земель в межах території України:
- номери кадастрових зон та кварталів
- опис меж кадастрових зон та кварталів
- площа кадастрових зон та кварталів
- підстави встановлення меж кадастрових зон та кварталів

## Типи кадастрів
- 3D-кадастр;
- кадастр родовищ корисних копалин;
- земельний кадастр;
- водний кадастр;
- кадастр лісового господарства;
- тощо.

Держа́вний Када́стр родови́щ кори́сних копа́лин містить відомості по кожному родовищу, тут дається характеристика кількості та якості запасів основних і спільно залеглих корисних копалин, гірничотехних, гідрогеологічних та інші умови розробки родовища і його геолого-економічна оцінка, а також відомості по кожному вияву корисних копалин. Дані державного кадастру родовищ корисних копалин служать основою для планування геологічних робіт, комплексного використання родовищ корисних копалин.
Земе́льний када́стр — система обліку кількості та якості земель, яка призначена для забезпечення державних органів влади, органів місцевого самоврядування, підприємств, організацій, установ і громадян достовірними й необхідними відомостями про природний, господарський стан і правовий режим земель із метою організації раціонального використання та охорони земель, регулювання земельних відносин, землеустрою, обґрунтування розмірів плати за землю.
В Україні ведуться наступні кадастри:
- Державний водний кадастр
- Державний земельний кадастр
- Державний кадастр тваринного світу
- Державний кадастр лікувальних ресурсів
- Державний кадастр родовищ і проявів корисних копалин
- Державний кадастр рослинного світу
- Державний кадастр територій та об'єктів природно-заповідного фонду
- Державний лісовий кадастр
- Містобудівний кадастр
- Національний кадастр антропогенних викидів та абсорбції парникових газів
- Державний кадастр сховищ радіоактивних відходів[3]
- Державний кадастр водних біоресурсів[4]
- Державний кадастр мисливських тварин, що перебувають на території України;[5]
- Державний кадастр природних лікувальних ресурсів[6]
- Державний кадастр природних територій курортів[7]

## Деякі поняття, пов'язані з кадастром
Када́строва зо́на — сукупність (об'єднання) кадастрових кварталів. (Стаття 1 Закону України «Про Державний земельний кадастр»)
Када́стровий но́мер — індивідуальна, що не повторюється на всій території України, послідовність цифр та знаків, яка присвоюється земельній ділянці під час її державної реєстрації і зберігається за нею протягом усього часу існування;
Када́строві вишу́кування (англ. Cadastral survey) — геодезичні вишукування, що базуються на точному вимірюванні та маркуванні границь нерухомості, й таким чином пов'язані з правом власності та вартістю нерухомості.
Када́строві ка́рти (англ. Cadastral Maps) — графічне зображення юридичних описів земельних ділянок. Використовуються для оцінки нерухомого майна та оподаткування. Можуть включати інженерні коридори, обмеження, шляхи проїзду через приватні території та інші об'єкти, які виражають юридичні інтереси на землі. Джерелом інформації для кадастрових карт є топографічні кадастрові зйомки (вишукування).